# وفيات 2023
قائمة لأبرز وفيات سنة 2023 حسب الأشهر.

## الوفيات حسب الشهر
- وفيات يناير 2023
- وفيات فبراير 2023
- وفيات مارس 2023
- وفيات أبريل 2023
- وفيات مايو 2023
- وفيات يونيو 2023
- وفيات يوليو 2023
- وفيات أغسطس 2023
- وفيات سبتمبر 2023
- وفيات أكتوبر 2023
- وفيات نوفمبر 2023
- وفيات ديسمبر 2023